# Alfredo Wagner
Alfredo Wagner là một đô thị thuộc bang Santa Catarina, Brasil. Đô thị này có diện tích 732,277 km², dân số năm 2007 là 8164 người, mật độ 11,1 người/km².